# Kaniowa Góra
Kaniowa Góra – wzniesienie o wysokości 545 m n.p.m. w Paśmie Barnasiówki. Według opracowanej przez Jerzego Kondrackiego regionalizacji Polski należy do Pogórza Wielickiego.
Kaniowa Góra jest całkowicie porośnięta lasem. Znajduje się w głównym grzbiecie Pasma Barnasiówki na wschód od Pisanej. Ma dwa wierzchołki: 545,5 i 543,2 m. W kierunku północnym opada z niej grzbiet oddzielający dolinki dwóch potoków będących dopływami Piegżówki. Na grzbiecie tym znajduje się skała Diabelski Kamień w Rudniku. W kierunku południowym z Kaniowej Góry opada dużo krótszy grzbiecik, oddzielający dolinki potoków uchodzących do Jasieniczanki. Przez szczyt góry i grzbietem Pasma Barnasiówki biegnie granica między wsiami Rudnik i Jasienica.

## Szlaki turystyczne
Przez szczyt Kaniowej Góry i całym grzbietem Pasma Barnasiówki biegną dwa szlaki turystyczne;
 Sułkowice – Pisana – Kaniowa Góra – Barnasiówka – Dalin – Myślenice. Odległość 12 km, suma podejść 376 m, suma zejść 350 m, czas przejścia czas przejścia 3 godz. 38 min, z powrotem 3 godz. 50 min
 Beskidzki szlak św. Jakuba
 – od Diabelskiego Kamienia na szczyt Kaniowskiej Góry.